# Калоян Крастев
Калоян Крастев (болг. Калоян Кръстев, нар. 24 січня 1999, Софія) — болгарський футболіст, нападник клубу ЦСКА (Софія) і національної збірної Болгарії.

## Клубна кар'єра
Народився 24 січня 1999 року в місті Софія. Вихованець юнацьких команд меісцевої «Славії».
Вже 2015 року 16-річний нападник дебютував за основну команду «Славії», у складі якої регулярно отримував ігрову практику.
На початку 2018 року юний нападник перейшов до італійської «Болоньї», у складі якої продовжив кар'єру у юнацькій команді клубу. Так і не дебютувавши за головну команду «Болоньї», влітку 2019 року повернувся до софійської «Славії», яка орендувала свого вихованця. 
На початку вересня 2020 року «Славія» викупила контракт гравця, а через рік він за 250 тисяч євро перейшов до ЦСКА (Софія).

## Виступи за збірні
2015 року дебютував у складі юнацької збірної Болгарії (U-17), загалом на юнацькому рівні взяв участь у 20 іграх, відзначившись 4 забитими голами.
Протягом 2017–2020 років залучався до складу молодіжної збірної Болгарії. На молодіжному рівні зіграв у 17 офіційних матчах, забив 2 голи.
2021 року дебютував в офіційних матчах у складі національної збірної Болгарії.
| Дата     | Місто     | Господарі | Результат | Гості    | Турнір            | Голи | Примітки |
| -------- | --------- | --------- | --------- | -------- | ----------------- | ---- | -------- |
| 2-9-2021 | Флоренція | Італія    | 1 – 1     | Болгарія | Відбір до ЧС 2022 | -    | 70'      |
| 5-9-2021 | Софія     | Болгарія  | 1 – 0     | Литва    | Відбір до ЧС 2022 | -    | 90+4'    |
| 8-9-2021 | Софія     | Болгарія  | 4 – 1     | Грузія   | товариський матч  | -    | 74'      |
| Усього   |           | Матчів    | 3         |          | Голів             | 0    |          |